# La Chapelle-Erbrée

La Chapelle-Erbrée este o comună în departamentul Ille-et-Vilaine, Franța. În 1 ianuarie 2022 avea o populație de 723 de locuitori.